# Metacirolana japonica
Metacirolana japonica är en kräftdjursart som först beskrevs av Hansen 1890.  Metacirolana japonica ingår i släktet Metacirolana och familjen Cirolanidae.
Artens utbredningsområde är havet kring Nya Zeeland. Inga underarter finns listade i Catalogue of Life.